# Markovói Köztársaság
A Markovói Köztársaság egy függetlenségét egyoldalúan kikiáltó állam volt Oroszországban a Moszkvai kormányzóságban, a Volokolamszki járásban. Függetlenségét 1905. október 31-én kiáltotta ki, mikor az 1905-ös orosz forradalom idején Markovo faluban a parasztok magukhoz vették a település irányítását. Az állam csak 1906. július 18-ig állt fenn. A köztársaság egyetlen elnöke – a falu idős parasztjainak egyike – Pjotr Alekszejevics Bursin volt.